# NGC 6086
NGC 6086 este o brightest cluster galaxy⁠(d) situată în constelația Coroana Boreală. A fost descoperită în 24 iunie 1864 de către Albert Marth. Se află la o distanță de 103,75 megaparseci de Pământ.